# Stronnictwa cyrkowe
Stronnictwa cyrkowe (fakcje cyrkowe) – stronnictwa bizantyjskie zajmujące się przede wszystkim organizacją różnorodnych imprez w hipodromie. Rola fakcji często wykraczała poza zadania sportowe.
Istniały cztery stronnictwa (demy):
- Niebiescy (błękitni);
- Zieloni;
- Biali;
- Czerwoni.

Nazwy stronnictw pochodziły od kolorów strojów noszonych przez reprezentujących je biegaczy i woźniców.
Między stronnictwami formowały się trwałe sojusze (były one różne w różnych miastach). W Konstantynopolu Niebiescy współpracowali z Białymi, a Zieloni z Czerwonymi. W hipodromie trybuny Niebieskich i Białych oraz Zielonych i Czerwonych sąsiadowały ze sobą.
Bizantyjscy autorzy odwoływali się do symboliki kolorów, które wiązali z porami roku, żywiołami i bogami. Kolor niebieski wiązano z jesienią, ziemią oraz bogiem Saturnem lub Neptunem. Kolor zielony kojarzono z wiosną, ziemią i Wenus, biały z zimą, powietrzem i Jupiterem, czerwony z latem, ogniem i Marsem. Podział na kolory został po raz pierwszy poświadczony dla Konstantynopola w 380 roku przez Grzegorza z Nazjanzu.
Stronnictwa zatrudniały aktorów, poetów, akrobatów, tancerki, śpiewaków i muzyków, ponadto opłacały woźniców, trenerów koni, biegaczy i treserów dzikich zwierząt, troszcząc się o ich nabór i wyszkolenie. Posiadały one liczne rzesze zwolenników. W stolicy odgrywały ważne funkcje w życiu politycznym, a ich sympatycy byli powoływani do obrony murów miejskich. Największa ich aktywność przypada na V-VII w., później natomiast ich działalność ograniczyła się tylko do Konstantynopola.
Ich sympatycy wywoływali czasem rozruchy, które przeradzały się w otwarte walki, które z kolei mogły zagrozić cesarzowi (np. powstanie Nika w 532 roku) albo decydować o obsadzie tronu (uniemożliwienie przez Zielonych Maurycjuszowi obrony stolicy przed Fokasem, przyczynienie się przez nich do zdobycia miasta przez Herakliusza w 610 roku, opozycja Niebieskich przyczyniająca się do utracenia tronu przez Justyniana II).